# Buczyna kwaśna
Buczyna kwaśna (acydofilna) – typ lasu bukowego.
W syntaksonomii kwaśne buczyny tworzą podzwiązek Luzulo-Fagenion. Dominującym gatunkiem drzewa jest buk zwyczajny, domieszkowo występować mogą: klon, dąb, grab, jodła lub świerk. Występuje na siedliskach ubogich i glebach kwaśnych, na niżu i w obszarach podgórskich i górskich. Zbiorowisko dość ubogie florystycznie, runo zwykle dość luźne (niewielkie pokrycie), trawiasto-mszyste.
Charakterystyczna kombinacja gatunków
DSubAll.: śmiałek pogięty Deschampsia flexuosa, widłoząbek włoskowy (jednoboczny) Dicranella heteromalla, rokiet cyprysowaty Hypnum cupressiforme, merzyk groblowy Mnium hornum
ChAll.: buławnik wielkokwiatowy Cephalanthera damasonium, żywiec cebulkowy Dentaria bulbifera, żywiec dziewięciolistny Dentaria enneaphyllos, żywiec gruczołowaty Dentaria glandulosa, buk zwyczajny Fagus sylvatica, kostrzewa leśna Festuca altissima, kostrzewa górska Festuca drymeja, jęczmieniec zwyczajny Hordelymus europaeus, kosmatka gajowa Luzula luzuloides, perłówka jednokwiatowa Melica uniflora, paprotnik Brauna Polystichum braunii, przenęt purpurowy Prenanthes purpurea
ChO. : piżmaczek wiosenny Adoxa moschatelina, czosnek niedźwiedzi Allium ursinum, zawilec żółty Anemone ranunculoides, sałatnica leśna Aposeris foetida, kopytnik pospolity Asarum europaeum, jarzmianka większa Astrantia major, żórawiec falisty Atrichum undulatum, turzyca leśna Carex sylvatica, kokorycz pusta Corydalis cava, kokorycz wątła Corydalis intermedia, kokorycz drobna Corydalis pumila, wawrzynek wilczełyko Daphne mezereum, nerecznica samcza Dryopteris filix-mas, wilczomlecz migdałolistny Euphorbia amygdaloides, wilczomlecz słodki Euphorbia dulcis, dzióbkowiec bruzdowany Eurhynchium striatum, ziarnopłon wiosenny Ficaria verna, złoć mała Gagea minima, gajowiec żółty Galeobdolon luteum, przytulia wonna Galium odoratum, niecierpek pospolity Impatiens noli-tangere, zdrojówka rutewkowata Isopyrum thalictroides, groszek wiosenny Lathyrus vernus, lilia złotogłów Lilium martagon, tojeść gajowa Lysimachia nemorum, szczyr trwały Mercurialis perennis, prosownica rozpierzchła Milium effusum, gnieźnik leśny Neottia nidus-avis, czworolist pospolity Paris quadrifolia, zerwa kłosowa Phyteuma spicatum, kokoryczka wielokwiatowa Polygonatum multiflorum, pierwiosnek wyniosły Primula elatior, miodunka ćma Pulmonaria obscura, miodunka plamista Pulmonaria officinalis, jaskier kaszubski Ranunculus cassubicus, jaskier kosmaty Ranunculus lanuginosus, żankiel zwyczajny Sanicula europaea, trędownik bulwiasty Scrophularia nodosa, czyściec leśny Stachys sylvatica, przetacznik górski Veronica montana, fiołek leśny Viola reichenbachiana
ChCl. : Klon polny Acer campestre, klon zwyczajny Acer platanoides, podagrycznik pospolity Aegopodium podagraria, zawilec gajowy Anemone nemorosa, kłosownica leśna Brachypodium sylvaticum, dzwonek pokrzywolistny Campanula trachelium, turzyca palczasta Carex digitata, leszczyna pospolita Corylus avellana, kruszczyk szerokolistny Epipactis helleborine, trzmielina zwyczajna Euonymus europaea, trzmielina brodawkowata Euonymus verrucosus, jesion wyniosły Fraxinus excelsior, przylaszczka pospolita Hepatica nobilis, łuskiewnik różowy Lathraea squamaria, suchodrzew pospolity Lonicera xylosteum, perłówka zwisła Melica nutans, wiechlina gajowa Poa nemoralis, jaskier różnolistny Ranunculus auricomus, porzeczka alpejska Ribes alpinum, szałwia lepka Salvia glutinosa, cebulica dwulistna Scilla bifolia.

## Rodzaje
W Polsce występują dwa zespoły roślinne, wikaryzujące ze sobą regionalnie i piętrowo:
- kwaśna buczyna górska Luzulo luzuloidis-Fagetum – głównie i w typowej postaci w piętrze regla dolnego, ale także na pogórzu. Występuje w Sudetach i Karpatach, jednak bardziej rozpowszechniona jest na obszarze sudeckim.

Gatunkami charakterystycznymi zespołu są: ChAss. kosmatka gajowa (Luzula luzuloides)
Gatunkami wyróżniającymi: DAss. jodła pospolita(Abies alba), przenęt purpurowy (Prenanthes purpurea), starzec Fuchsa (Senecio nemorensis ssp. fuchsii)
- kwaśna buczyna niżowa Luzulo pilosae-Fagetum – tereny nizinne.

Gatunki wyróżniające: DAss. kosmatka owłosiona (Luzula pilosa), turzyca pigułkowata (Carex pilulifera), widłak jałowcowaty (Lycopodium annotinum), siódmaczek leśny (Trientalis europaea)

### Zagrożenia i ochrona
Kwaśne buczyny w krajach członkowskich Unii Europejskiej stanowią siedlisko przyrodnicze wymagające ochrony w sieci obszarów Natura 2000 numer 9110. Do siedliska o nazwie Kwaśne buczyny włączono również należące do innego syntaksonu żyzne jedliny karpackie i podzielono je na trzy podtypy:
- 9110-1 – Kwaśna buczyna niżowa (Luzulo pilosae-Fagetum)
- 9110-2 – Kwaśna buczyna górska (Luzulo luzuloidis-Fagetum)
- 9110-3 – Żyzna jedlina karpacka (zbiorowisko Abies alba-Oxalis acetosella)[2]